# ガイ・N・スミス
ガイ・N・スミス（Guy Newman Smith、1939年11月21日 - 2020年12月24日）は、イギリスのホラー小説作家。スタッフォードシア州Hopwas出身。

## 人物
多作で知られ、1000以上の短編や雑誌記事が発表されている。ガイ・N・スミス名義でクトゥルフ神話作品を含む70冊以上のホラー小説を、ジョナサン・ガイ(Jonathon Guy)のペンネームで一連の児童書を、またギャビン・ニューマン(Gavin Newman)のペンネームで2つのスリラーと、10冊以上のノンフィクションを書いている。
- 1974年、最初のホラー小説「Werewolf by Moonlight」を執筆。
- 1976年、短編「Night of the Crabs」が伝説的なアンソロジー「Crabs books」（全6巻）の第一巻に収載される。このシリーズは、英国の海岸線のさまざまな場所で巨大な人喰い蟹が人間を襲う様を描いたもの。

彼の小説はマーリン・エンド・ゲームズ社(Merlin End Games)より、様々なカードゲーム、ボードゲーム、コンピュータゲームとしてプロデュースされている。
パイプ煙草の愛好家で、2003年の英国パイプ喫煙チャンピオン（British pipe smoking championship）を受賞している。またパイプや紙巻煙草に関するチラシやポスター類のコレクターでもあり、喫煙文化に関する著書もある。

## 邦訳作品
- 「うつろな眼」 Hollow Eyes ：徳間文庫『戦慄のハロウィーン』 に収載
- 「インスマスに帰る」 Return to Innsmouth ：学研M文庫『インスマス年代記（上）』 に収載